# J. J. Wolf
Jeffrey John „J. J.” Wolf (n. 21 decembrie 1998, Indian Hill⁠(d), Comitatul Hamilton, Ohio, Ohio, SUA) este un tenismen profesionist american. Cea mai înaltă poziție în clasamentul ATP la simplu este locul 56 mondial, la 17 octombrie 2022. Wolf a jucat în colegiu la Universitatea de Stat din Ohio.